# Севіклі Тауншип (округ Вестморленд, Пенсільванія)
Севіклі Тауншип (англ. Sewickley Township) — селище (англ. township) в США, в окрузі Вестморленд штату Пенсільванія. Населення — 5647 осіб (2020).

## Демографія
Згідно з переписом 2010 року, у селищі мешкало 5996 осіб у 2524 домогосподарствах у складі 1722 родин. Було 2766 помешкань
Расовий склад населення:
| - 98,5 % — білих - 0,4 % — чорних або афроамериканців - 0,3 % — азіатів |

До двох чи більше рас належало 0,8 %. Частка іспаномовних становила 0,6 % від усіх жителів.
За віковим діапазоном населення розподілялося таким чином: 19,9 % — особи молодші 18 років, 62,2 % — особи у віці 18—64 років, 17,9 % — особи у віці 65 років та старші. Медіана віку мешканця становила 45,0 року. На 100 осіб жіночої статі у селищі припадало 98,5 чоловіків;  на 100 жінок у віці від 18 років та старших — 95,6 чоловіків також старших 18 років.
Середній дохід на одне домашнє господарство  становив 62 852 долари США (медіана — 50 536), а середній дохід на одну сім'ю — 72 699 доларів (медіана — 56 193). Медіана доходів становила 47 790 доларів для чоловіків та 31 818 доларів для жінок. За межею бідності перебувало 11,1 % осіб, у тому числі 21,4 % дітей у віці до 18 років та 6,3 % осіб у віці 65 років та старших.
Цивільне працевлаштоване населення становило 2810 осіб. Основні галузі зайнятості: освіта, охорона здоров'я та соціальна допомога — 17,7 %, роздрібна торгівля — 16,4 %, виробництво — 13,0 %, транспорт — 11,5 %.